# Zahnradbahn Laon

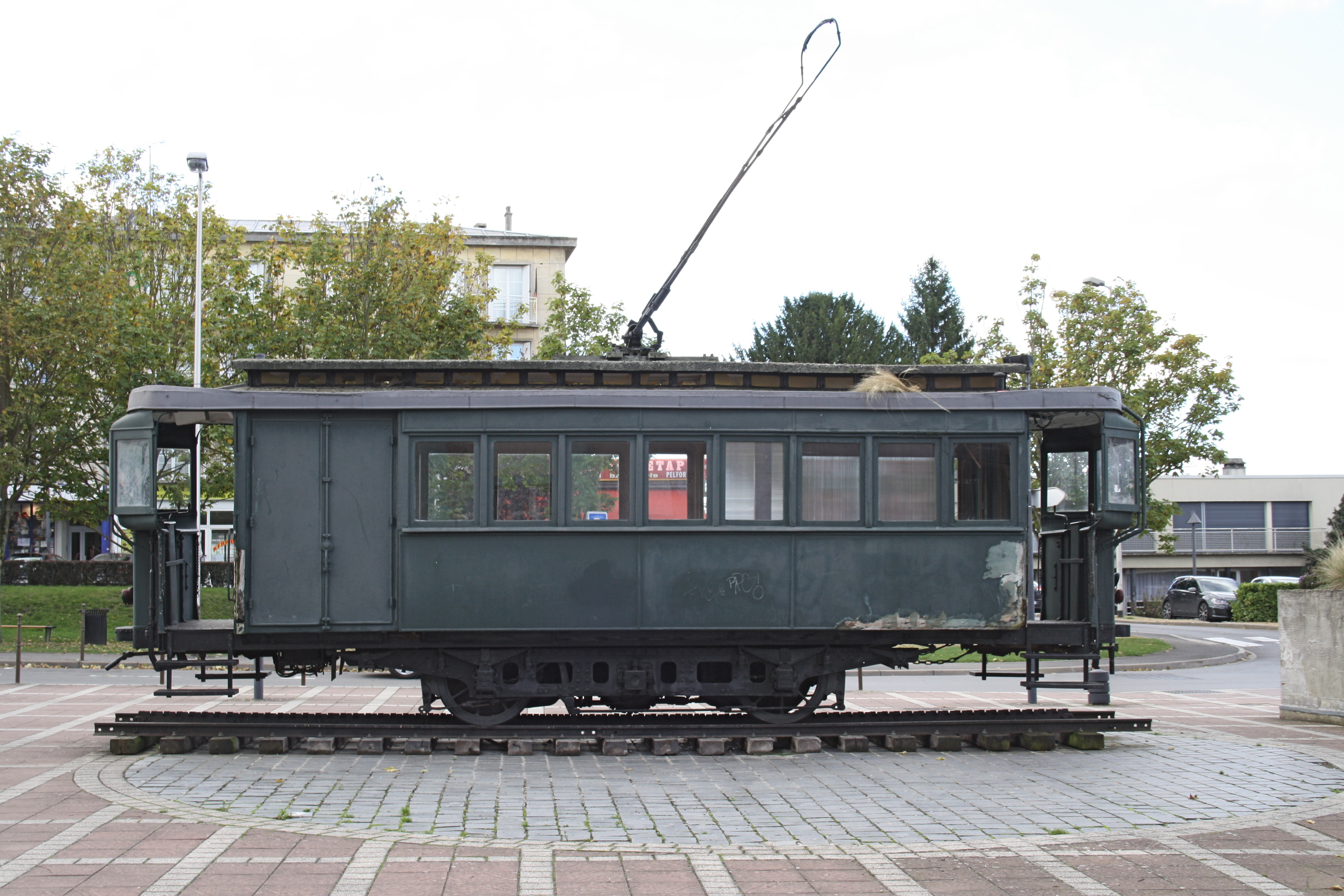
Erhaltener Triebwagen 2 auf dem Bahnhofsvorplatz (2014)

Die Zahnradbahn Laon, offiziell Chemin de fer de Laon, existierte von 1899 bis 1971 in der französischen Stadt Laon, die im Département Aisne der Region Hauts-de-France liegt. Von 1989 bis 2016 verkehrte auf weitgehend derselben Trasse die Kabelbahn Poma 2000.

## Geschichte und Beschreibung

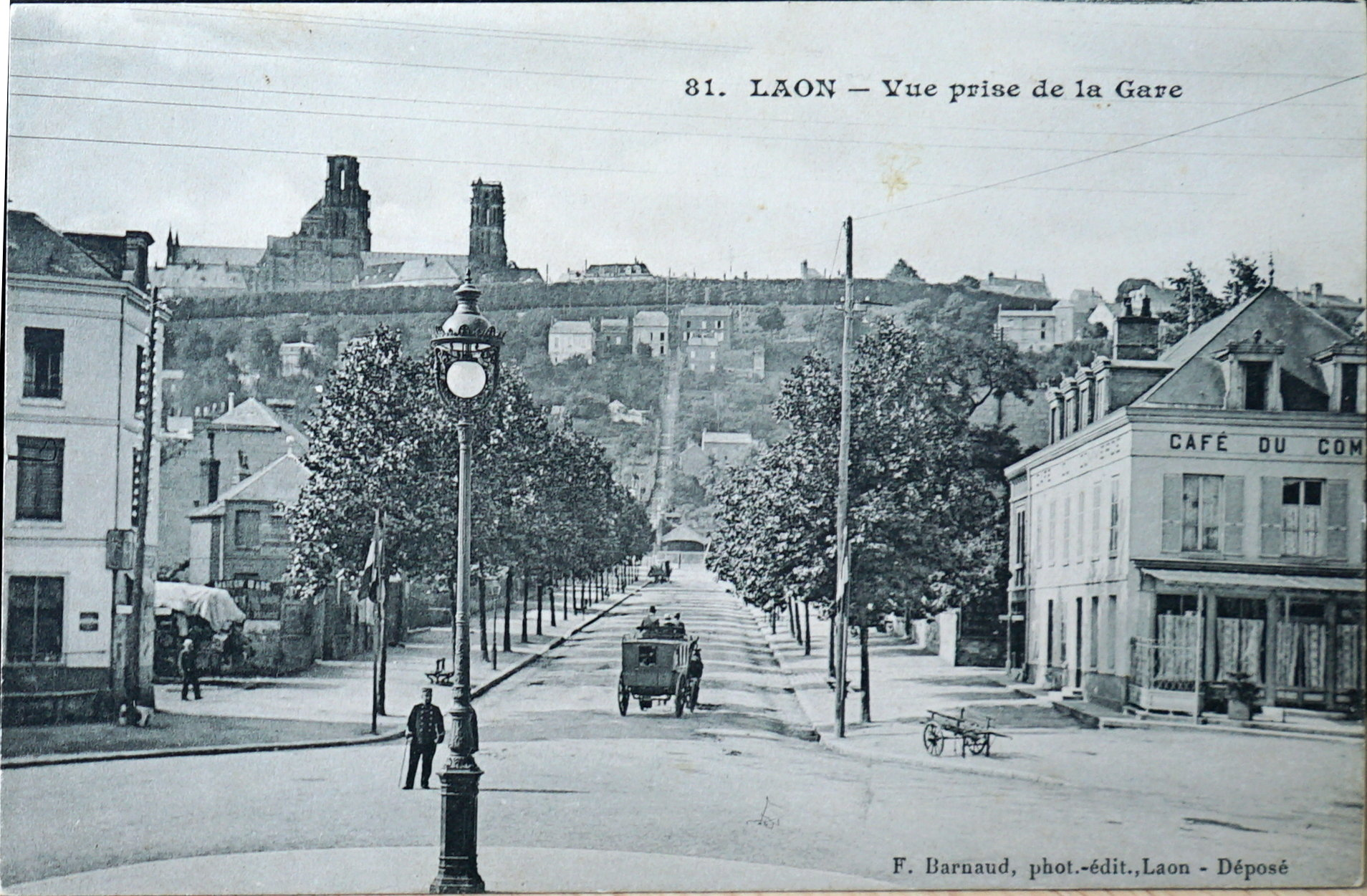
Blick vom Bahnhofsplatz, mittig die Treppe zur Oberstadt

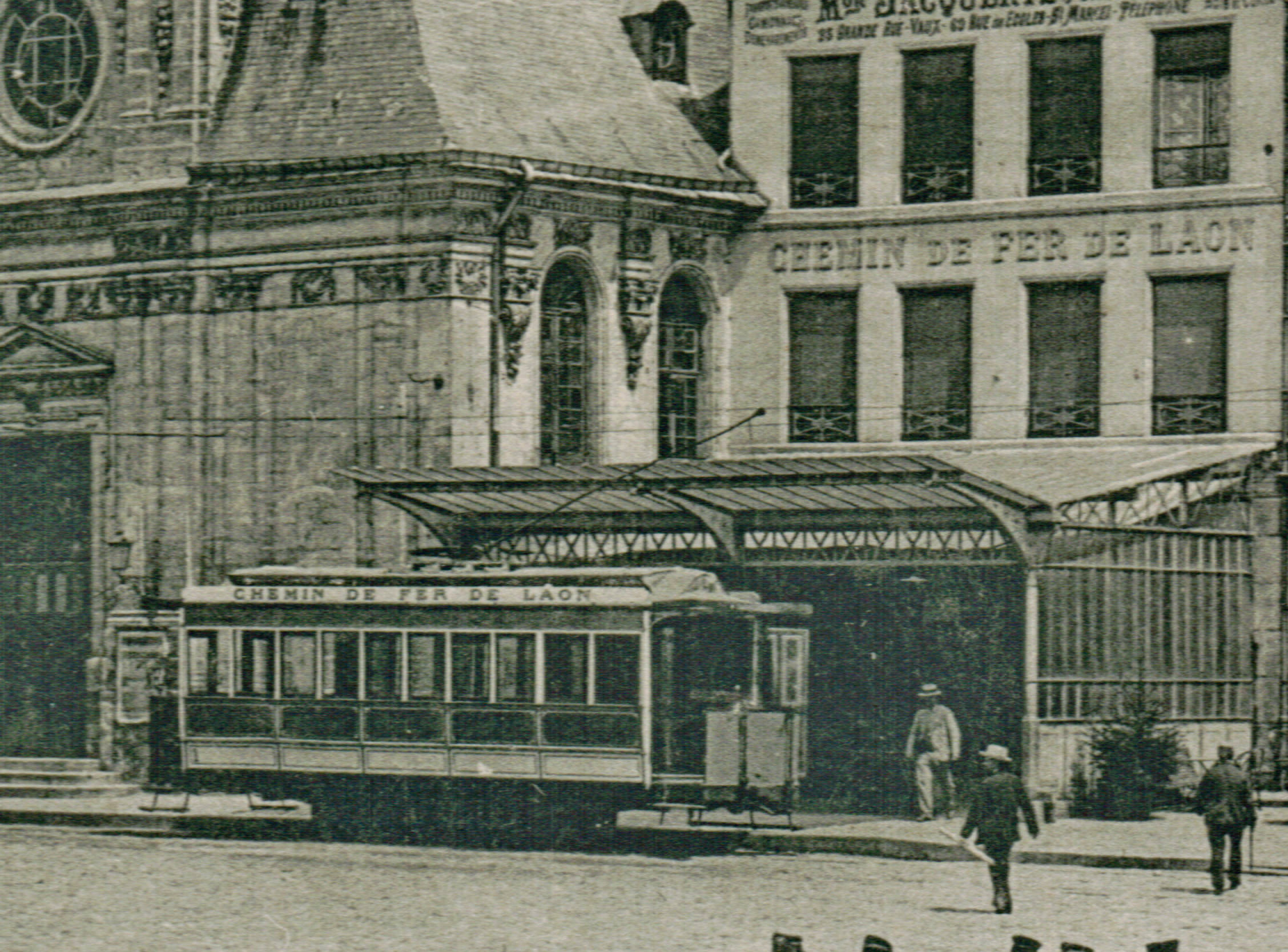
Endstelle auf der Place de l’Hôtel de Ville

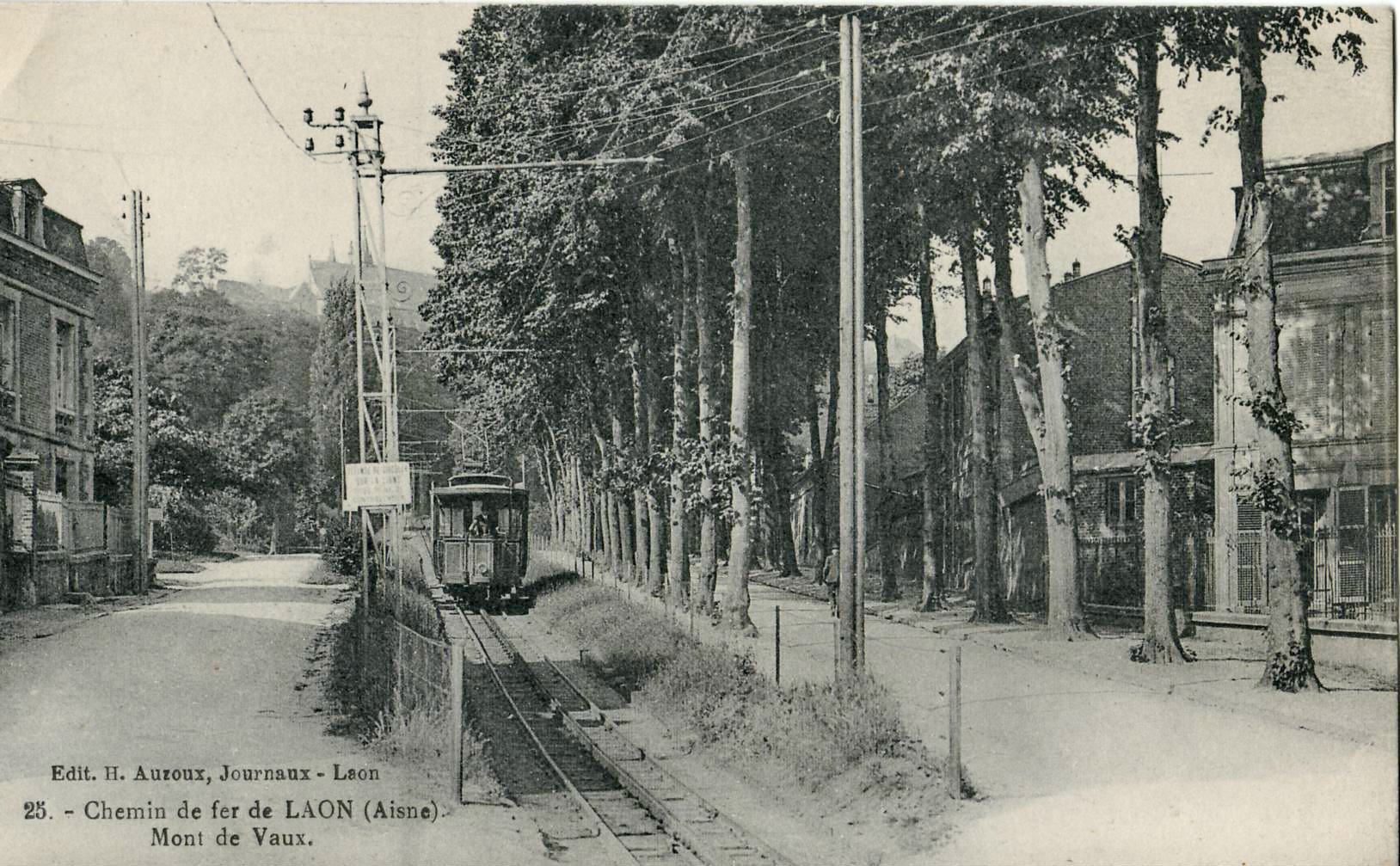
Beginn der Steilstrecke in Vaux

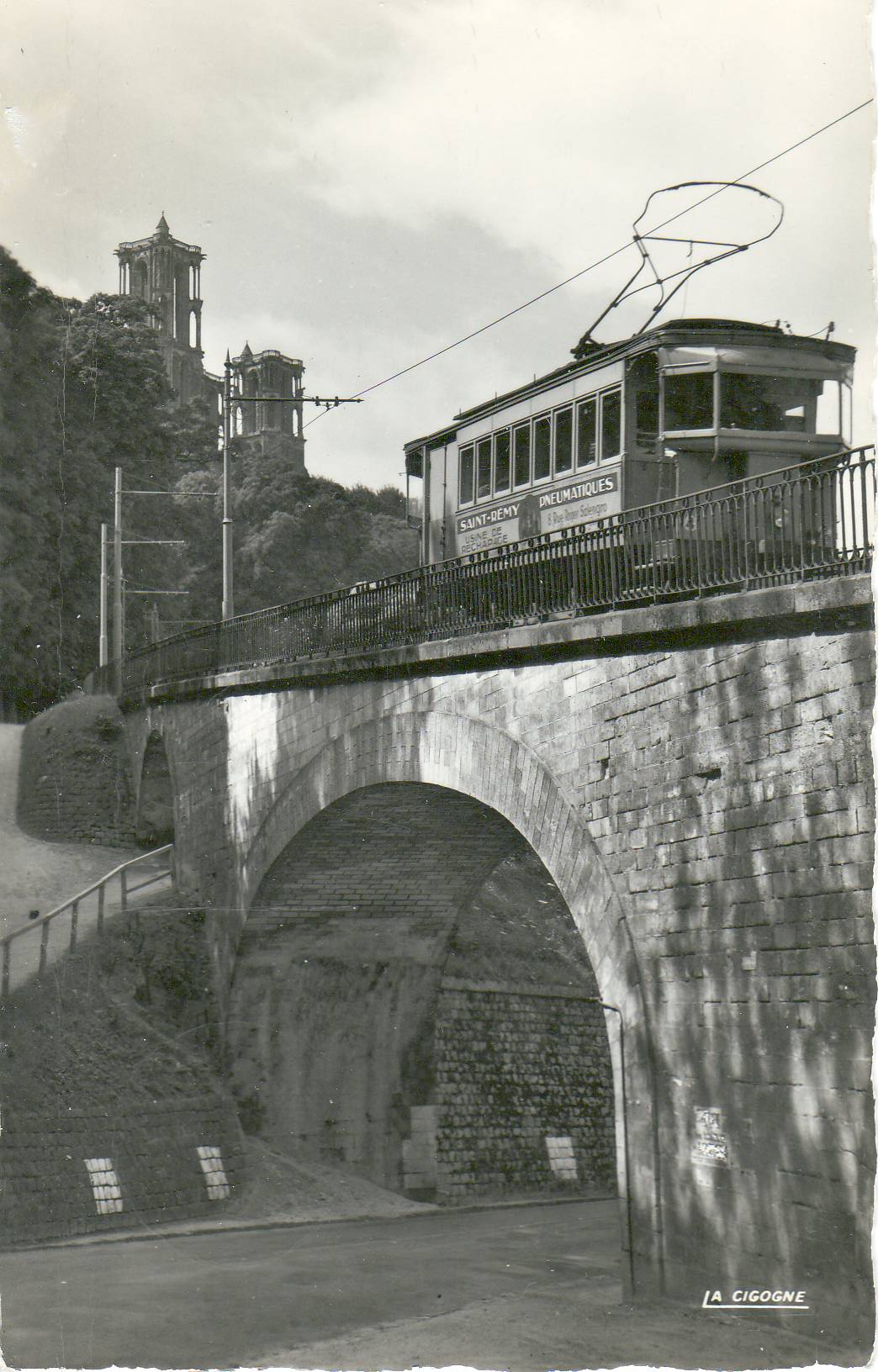
Triebwagen mit geschlossenen Fahrständen auf dem Viadukt

Die befestigte Altstadt von Laon liegt auf einem Tafelberg, etwa 100 Meter über dem Bahnhof an der Bahnstrecke La Plaine–Hirson in der Unterstadt. Von der Unter- zur Oberstadt führen steile Treppen und gewundene Straßen mit Steigungen von bis zu fünf Prozent.
Ein Projekt aus dem Jahr 1888, dem Beispiel der Zahnradbahn Langres folgend eine Dampfstraßenbahn des Systems Decauville mit einer Spurweite von 600 mm einzurichten, wurde aus mehreren Gründen nicht realisiert. 1897 wurde die Eisenbahngesellschaft Société anonyme du chemin de fer de Laon gegründet mit dem Ziel, die beiden Stadtteile durch eine elektrische Zahnradbahn miteinander zu verbinden. Am 9. Juli 1899 wurde die meterspurige Bahn in Betrieb genommen. Sie war eingleisig angelegt, mit Ausweichen an den Stationen. Auf den steilen Abschnitten mit Steigungen von neun bis dreizehn Prozent war zwischen den Schienen eine Zahnstange der Bauart Abt angebracht, die bei der Talfahrt zum Bremsen diente. Eine Zahnradbahn im engeren Sinn war die Bahn allenfalls für kurze Zeit, da man rasch feststellte, dass die sichere Bergfahrt auch im reinen Adhäsionsbetrieb durchgeführt werden konnte.
An den Endstellen – in der Unterstadt im Bahnhof, in der Oberstadt vor dem Rathaus auf der Place de l’Hôtel de Ville – endeten die Züge auf zwei parallelen Stumpfgleisen. Eine später angelegte Wendeschleife vor dem Rathaus existierte bis 1965 und wurde zugunsten einer zweigleisigen Stumpfendstelle an der Rückseite des Rathauses aufgegeben. Kurz vor der unteren Endstelle befand sich südlich des Streckengleises das Depot.
Von der auf dem Gelände des Bahnhofs, stadtseitig längs zum Bahnsteig 1 gelegenen unteren Endstelle verlief die Trasse in einem weiten Bogen nach Süden zum leicht erhöht gelegenen Vorort Vaux. Hinter einer Hausdurchfahrung wurde an der Place du Mont de Vaux, bergwärts der Station Vaux der späteren Kabelbahn, eine Zwischenstation angelegt. Danach begann die Steilrampe mit der Zahnstange. Die gewundene Avenue Gambetta wurde zunächst auf einem gemauerten Viadukt mit sechs Bogen über- und knapp 200 Meter weiter in einem etwa 50 Meter langen Tunnel unterquert. Auf einer gemauerten Rampe, die sich an die Befestigungsmauer schmiegt, erreichte die Bahn das Niveau der Oberstadt. Dort endete die Zahnstange und das Gleis bog, nach Überqueren der Mauerkrone, auf die am Stadtrand gelegene Place de l’Hôtel de Ville ein. Die Streckenlänge betrug 1480 Meter, niveaugleich wurden im unteren Bereich ein Eisenbahngleis, das Gleis der zwischen 1907 und 1932 von der Vorstadt La Neuville nach Nouvion-le-Vineux verkehrenden meterspurigen Kleinbahn der Compagnie des chemins de fer départementaux de l’Aisne und vier Straßen überquert.
Von Anfang an standen vier Zahnradtriebwagen (Baujahr 1899) für Zweirichtungsbetrieb zur Verfügung, die mit 500 Volt Gleichstrom betrieben wurden. Sie hatten beiderseits offene Fahrstände, waren zweiachsig, zweimotorig und 8,85 Meter lang. Die ursprüngliche Farbgebung war dunkelgrün, in jüngerer Zeit waren sie hellblau mit weißem Fensterband lackiert. Beiwagen existierten nicht.
Bis 1914 gab es keine größeren Zwischenfälle. Im Ersten Weltkrieg zerstörten die 1918 aus Laon abziehenden deutschen Truppen die Infrastruktur einschließlich der Gleise und des Viadukts. Die Triebwagen wurden beschlagnahmt und nach Deutschland und Polen gebracht. Erst acht Jahre später konnte der Betrieb wiederaufgenommen werden.
1926 wurde die talseitige Endstelle auf den Platz vor dem Bahnhof verlagert. Die Rollenstromabnehmer der Triebwagen wurden durch Lyrabügel ersetzt, die bislang offenen Fahrstände geschlossen. 1944 wurde das Bahnhofsviertel durch Bomben zerstört, in der Folge wurde die dortige Haltestelle nochmals umgebaut. 1968 erhielt der Triebwagen Nr. 1 nach einem Unfall einen modernen Aufbau.
Aus „Sicherheitsgründen“ wurde, aufgrund des hohen Alters der Fahrzeuge, der Betrieb der Bahn untersagt und im Januar 1971 eingestellt. An die Stelle Triebwagen traten Omnibusse, was einen Rückgang der Fahrgastzahlen zur Folge hatte. 1989 wurde daher, weitgehend entlang der alten Streckenführung, eine Kabelbahn eröffnet.
Alle vier Triebwagen der Bahn blieben ganz oder teilweise der Nachwelt erhalten:
- Tw 1: Unter Beibehaltung des Wagenkastens in einen Wagen der Straßenbahn Saint-Quentin umgestaltet ist er im dortigen Gewerbemuseum „Cité des Métiers“ ausgestellt.
- Tw 2: Das Fahrzeug stand lange als Denkmal vor dem Bahnhof Laon, wird derzeit aber nicht öffentlich zugänglich aufbewahrt.
- Tw 3 befindet sich im Eisenbahnmuseum „Muséotrain“ in Semur-en-Vallon.
- Das Zahnrad-Fahrgestell des Triebwagens 4 ist im Eisenbahnmuseum „Muséotrain“ ausgestellt.